# Писана църква
Писаната църква е частично запазена средновековна българска църква, край град Разлог, България.

## Описание
Църквата се намира в местността Бетоловото. Храмът е недействащ и частично реставриран.
Църквата е малка еднокорабна и едноапсидна постройка, която е наричана „Писаната“ вероятно заради стенописите, които е имала. Обявена е за пеметник на културата. При разкопки около храма са намерени кръст от XI век и 4 гроба. При разкопките от южната страна на Писаната църква са намерени останки от по-ранна църква, която е датирана около V – VI век.
Трите църкви в местността Круше – Писаната, Бялата и „Свети Никола“ свидетелстват за наличие на голямо селище от времето на Второто българско царство. Около тях са открити останки от солидни основи, много фрагменти от битова и строителна керамика, християнски погребения и монетна находка от ХІІ век.